# Ґункі
Ґу́нкі (яп. 軍記, 軍記物語, «військові хроніки», «самурайські хроніки», «самурайські літописи») — жанр японської літератури XII—XVII століть. Основні сюжети пов'язані з війною і життям військових. 

## Праці
- «Повість про дім Тайра» (Хейке моноґатарі)
- «Записи про велике умиротворення» (Тайхей-кі)
- «Записи про князя Нобунаґу» (Шінчьо-ко кі)